# 約羅富拉城省
13°18′N 14°43′W / 13.300°N 14.717°W
約羅富拉城省（法語：Département de Médina Yoro Foulah），是塞內加爾的省份，位於該國南部，由科爾達區負責管轄，首府設於約羅富拉城，東面是韋蘭加拉省，始建於2008年7月10日，2013年人口138,084。